# اس‌ام یوسی-۱۰۶
اس‌ام یوسی-۱۰۶ (به انگلیسی: SM UC-106) یک زیردریایی است که طول آن ۱۸۵ فوت ۵ اینچ (۵۶٫۵۲ متر) می‌باشد. این زیردریایی در سال ۱۹۱۸ ساخته شد.